# Grube Penny
Die Grube Penny ist eine ehemalige Buntmetallerzgrube im Bensberger Erzrevier in Seelscheid. Das Grubenfeld lag in der Umgebung von Mohlscheid.

## Geschichte
Alte Pingen im Gelände deuten darauf hin, dass im Grubenfeld Penny bereits im Mittelalter Bergbau betrieben worden ist. Als selbständige Grube stand die Grube Penny lediglich in den Jahren 1899–1908 in Betrieb. Dabei war sie über einen Stollen mit einer Länge von 650 Metern aufgeschlossen, der an seiner tiefsten Stelle eine Überdeckung von 60 Metern hatte. Er war an den Schacht angeschlossen, der eine Gesamtteufe von 125 Metern hatte. Unterhalb der Stollensohle hatte der Schacht im Abstand von jeweils 30 Metern noch zwei Tiefbausohlen. Nach dem Zweiten Weltkrieg kam es von 1952 bis 1957 nochmals zu Versuchsarbeiten.
- Siehe auch: Liste der Erzgruben im Rhein-Sieg-Kreis

## Betrieb und Anlagen
Einen regulären Grubenbetrieb hat es offenbar nie gegeben. Bei Untersuchungsarbeiten im Jahr 1910 förderte man 3131 t Haufwerk, die in der Aufbereitungsanlage der Grube Nikolaus-Phönix verarbeitet wurde. Daraus wurden 3 t Blende und 19 t Bleierz gewonnen.
Von der Grube Penny erkennt man inmitten eines bewaldeten Hügels die ehemaligen Halden und den abgedeckten Schacht. Ebenso sieht man Fundamente des kleinen Maschinenhauses. Der Tiefe Stollen ist in Beton gefasst und nach ca. 20 m verschüttet.